# Pseudoleptomesochrella incerta
Pseudoleptomesochrella incerta är en kräftdjursart som först beskrevs av Chap. och Delam. -deb. 1956.  Pseudoleptomesochrella incerta ingår i släktet Pseudoleptomesochrella och familjen Ameiridae. Inga underarter finns listade i Catalogue of Life.